# Церква святого Миколая (Рієка)
Церква Святого Миколая — одна з церков Горнокарловацької єпархії Сербської православної церкви. Розташована в місті Рієка (Хорватія).

## Історія
У 1768 році до Рієки, з території Османської імперії, переселилися шістнадцять родин православних сербів. За діючим на той час указом імператора Священної Римської імперії, у кожному місті, де мешкали православні, повинна бути церква. Але місцева влада перешкоджала її побудові. Лише в 1787 році був зроблений проект церкви Святого Миколая місцевим архітектором Ігнаціо Хенке. Через три роки було завершенj її будівництво на кошти мирян.
У церкві зберігаються численні ікони з Боснії та Воєводини.

## Галерея

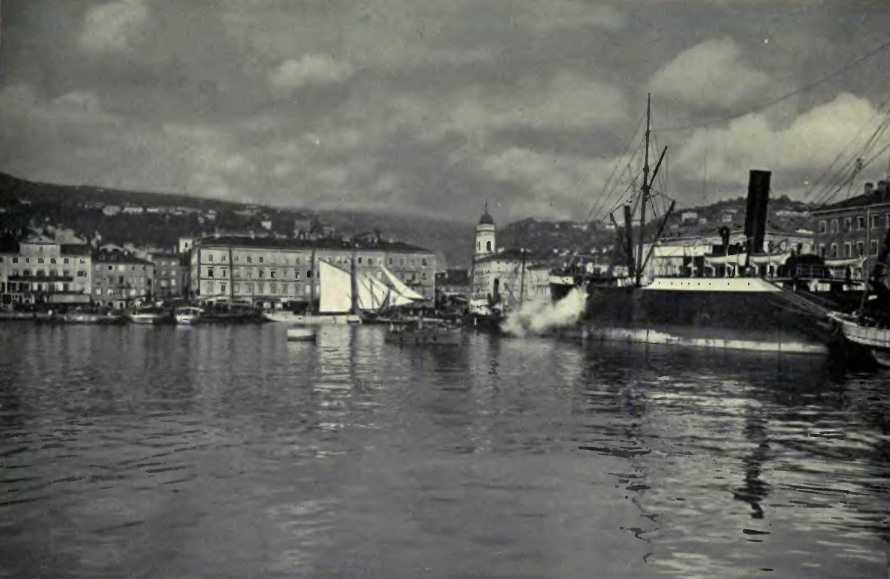
Порт Фіуме в 1923 році. У центрі кадру - церква Святого Миколи
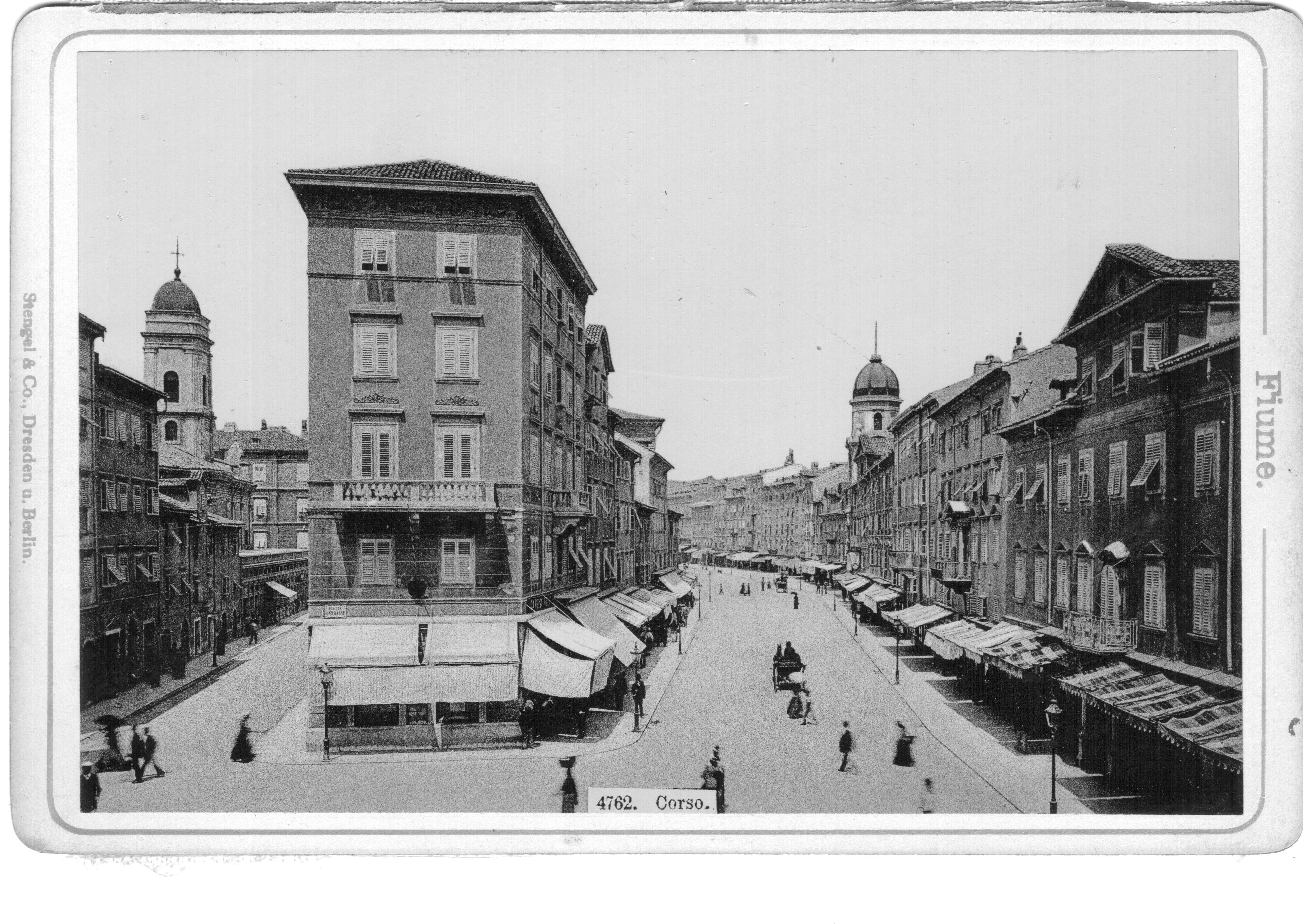
Ліворуч вулиця Адамичева та дзвіниця церкви Св. Миколая, праворуч вулиця Корзо і Міська вежа з годинником. Фотографія датована до 1906 р.
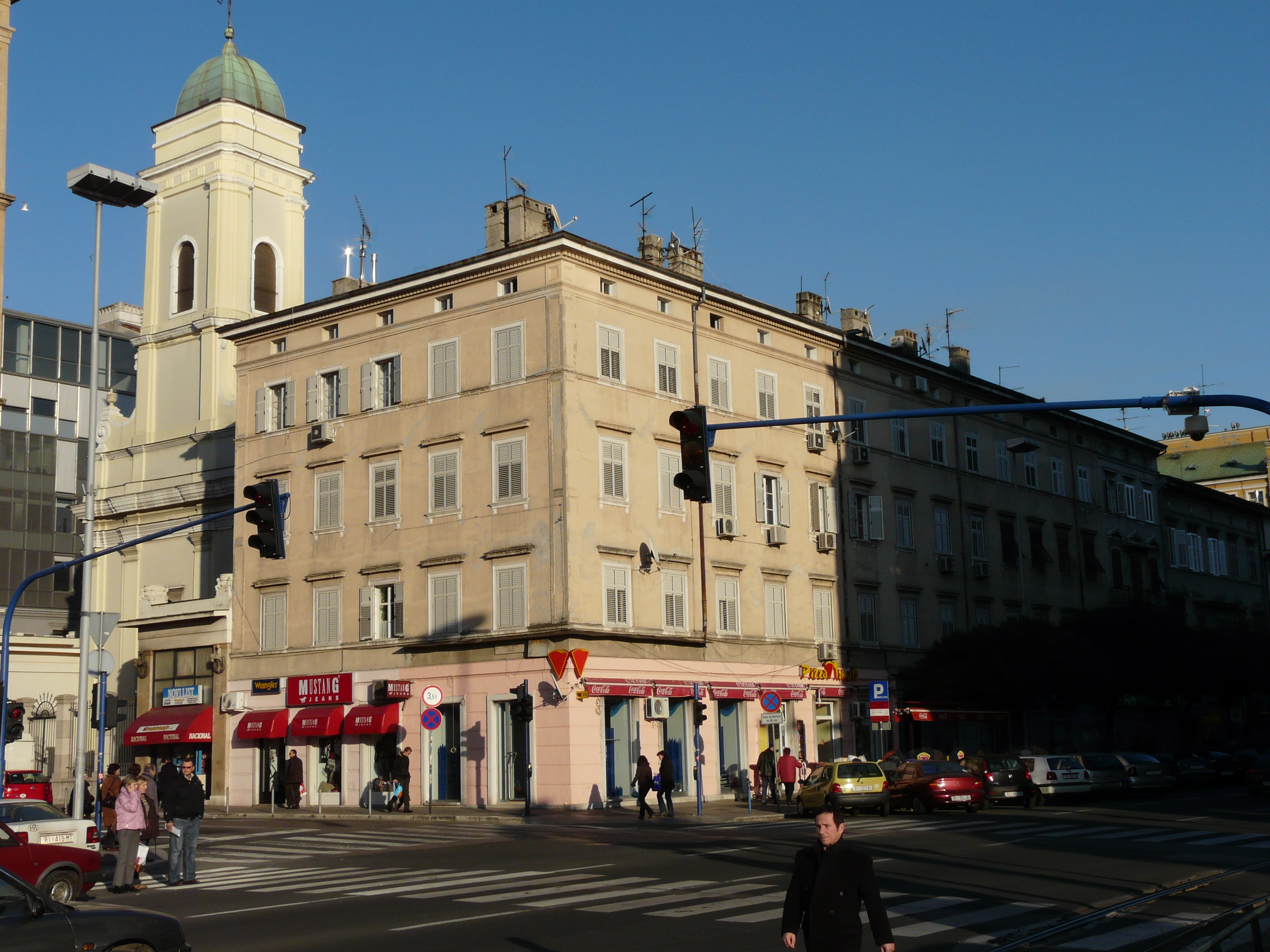
Вид на церкву з боку набережної портової гавані
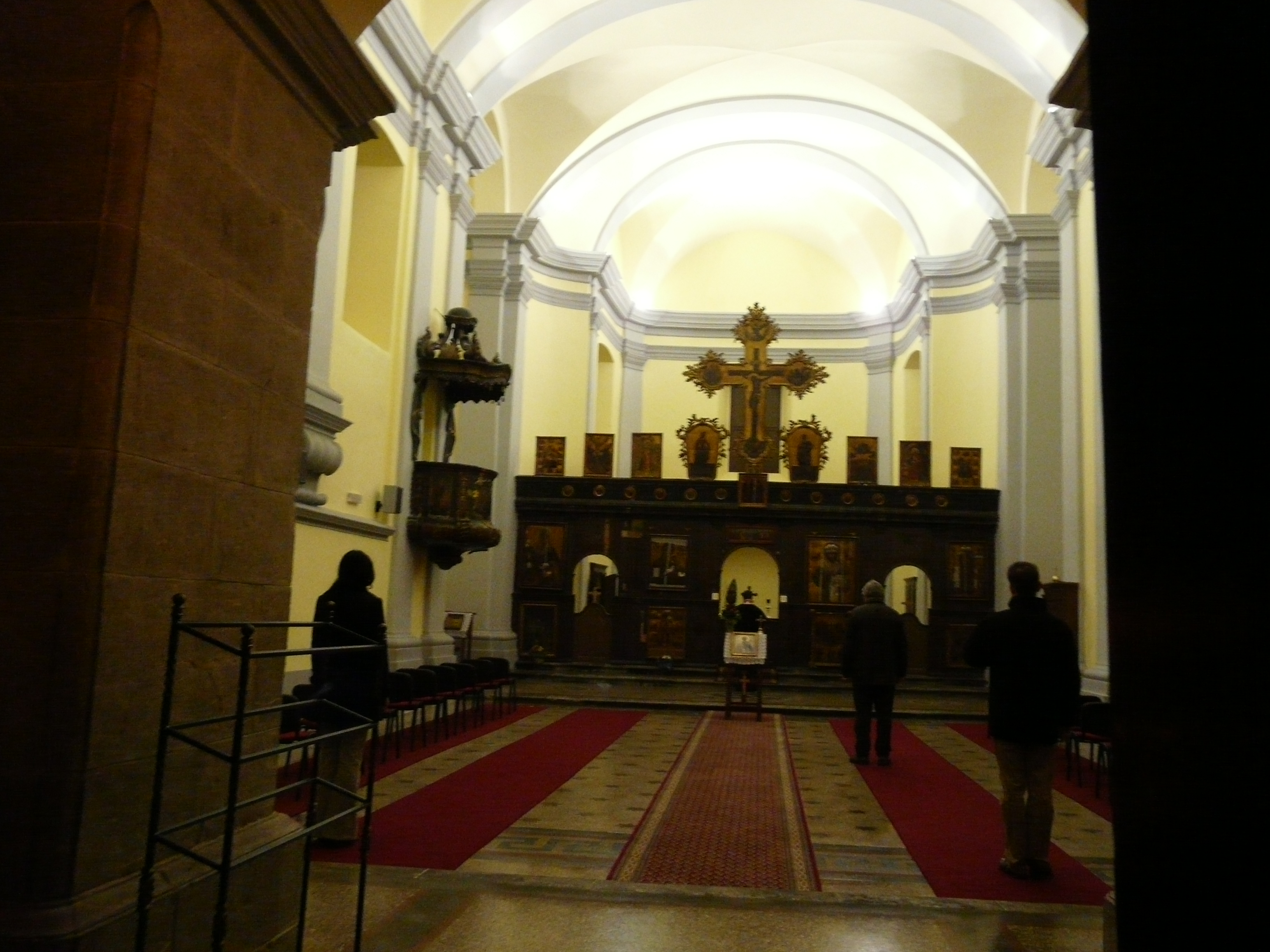
Інтер'єр церкви